# Anastasius Sedlag
Anastasius Johannes Sedlag, né le 13 avril 1786 ou 1787 à Dittmerau et mort le 23 septembre 1856 à Kulm ou Pelplin, est un ecclésiastique et homme politique prussien, évêque de Kulm de 1834 à 1856 et membre du Parlement de Francfort en 1848.

## Biographie
Fils d'Ambrosius Sedlag, enseignant, et de Barbara Muschallek, Anastasius Sedlag est né le 13 avril 1786, ou 1787 à Dittmerau dans la province de Silésie. Après des études de théologie catholique à l'université de Breslau de 1807 à 1810, il est ordonné prêtre dans cette ville en 1810,. D'abord vicaire à Falkenberg et Neiße de 1810 à 1815, il est ensuite le curé de Proskau de 1815 à 1823 puis, de 1823 à 1833, celui d'Oppeln où il est de plus conseiller consistorial et conseiller scolaire auprès du gouvernement de district. Chanoine d'honneur à Breslau à partir de 1831, docteur honoris causa en théologie de l'université de Breslau en 1833, il quitte la Silésie cette même année pour Kulm dans la province de Prusse où il est d'abord chanoine puis, à partir de 1834, évêque, résidant à Pelplin.
En 1848, il est élu député au Parlement de Francfort dans la 28e circonscription de la province de Prusse, représentant l'arrondissement de Neustadt-en-Prusse-Occidentale (de),. Il siège du 20 mai au 19 juillet, sans rejoindre de groupe parlementaire quoique votant avec le centre droit, avant d'être remplacé par Ludwig von Platen. Sedlag est également membre du club catholique de Francfort de juin à décembre et participe à la conférence épiscopale de Wurtzbourg en octobre et novembre. 
Il meurt le 23 septembre 1856 à Kulm, ou Pelplin, à 69 ou 70 ans. 